# Maerua pseudopetalosa
Maerua pseudopetalosa är en kaprisväxtart som först beskrevs av Ernest Friedrich Gilg och Benedict, och fick sitt nu gällande namn av Dewolf. Maerua pseudopetalosa ingår i släktet Maerua och familjen kaprisväxter. Inga underarter finns listade i Catalogue of Life.